# Molenbroekmolen

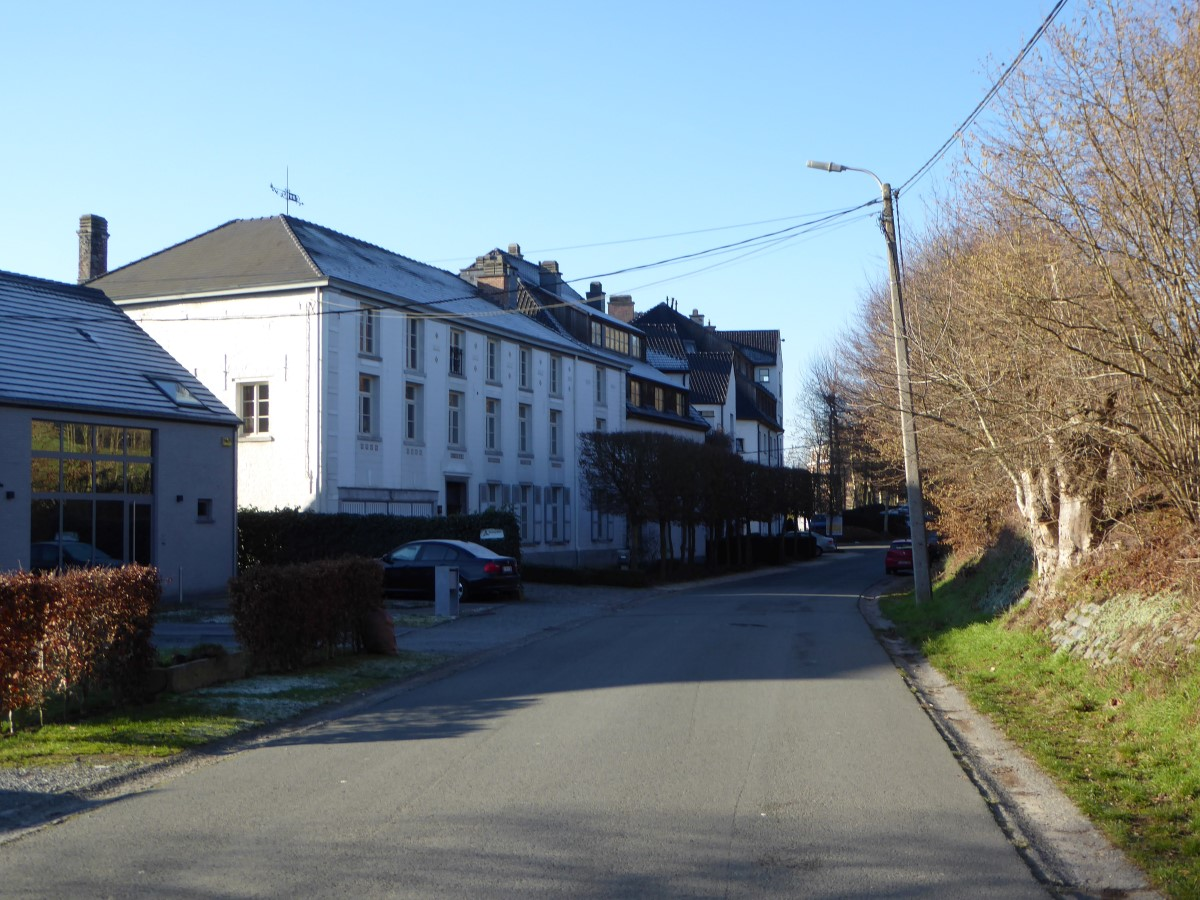
Molenbroekmolen

De Molenbroekmolen is een watermolen in de tot de Vlaams-Brabantse gemeente Beersel behorende plaats Dworp, gelegen aan de Molenbeekstraat 30.
Deze turbinemolen (voorheen onderslagmolen) op de Molenbeek fungeerde als korenmolen (voorheen papiermolen).

## Geschiedenis
In 1551 werd door Hendrik De Neyer een papiermolen opgericht. Zijn zoon Gijsbrevt bouwde in 1602 op de tegenoverliggende oever een andere watermolen, de Paesmans Molen. Deze vormde met de Molenbroekmolen een dubbelmolen.
Omstreeks 1730 kwam de molen in bezit van de Egidius Winderickx. Naast de molen kwam een brouwerij en een estaminet. Omstreeks 1815 werd de in hout en leem gebouwde watermolen veranderd in een stenen molen.
Omstreeks 1870 werd de papiermolen omgebouwd tot korenmolen. In 1909 werd het onderslagrad vervangen door een turbine. De graanmolen was tot 1959 in bedrijf. De brouwerij sloot in 1969.
In 1977 werd het sluiswerk afgebroken en de waterloop naar de molen gedempt. In de gebouwen werden in 2003 appartementen ingericht.